# Michael Schulte
Michael Schulte, född 30 april 1990 i Eckernförde, är en tysk sångare som representerade Tyskland i Eurovision Song Contest 2018.